# Ojak
 (mai 2017).
Ojak (persan : اجاك romanisé en Ojāk) est un village de la province de Mazandéran en Iran. Lors du recensement de 2006, sa population était de 185 habitants répartis dans 46 familles.